# Kostyál Ádám

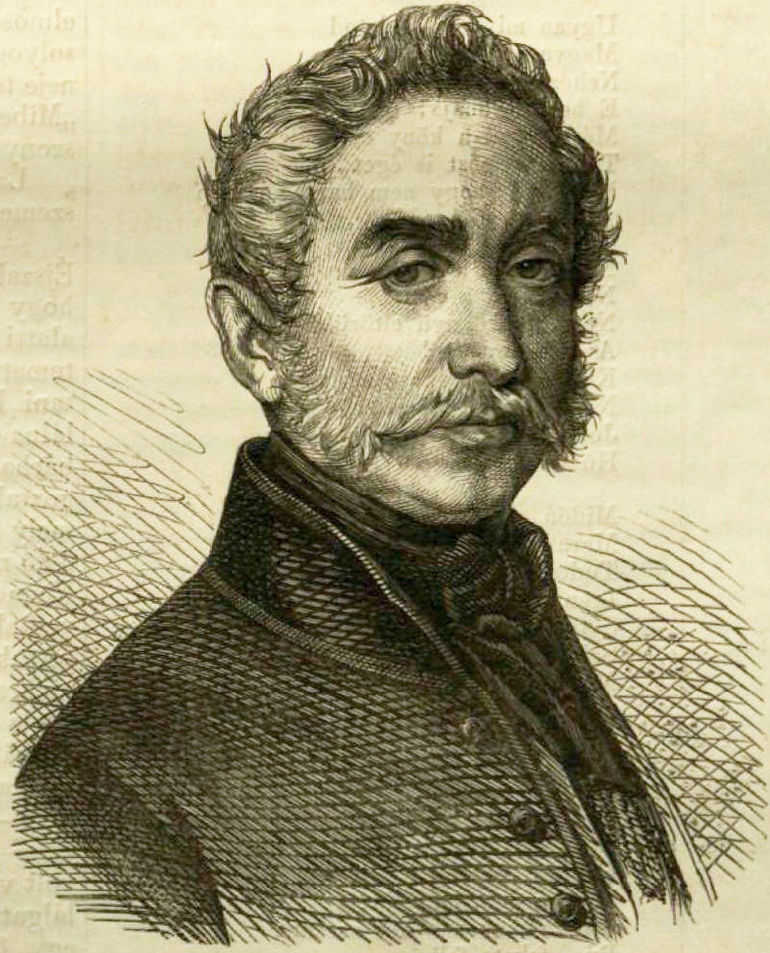
Kostály Ádám metszet, újságrészlet, arckép

Tarnói Kostyál Ádám (Alsómotesic, 1792. február 2. – Pest, 1863. augusztus 2.) polgári és nemesi férfiszabó, szabómester, jelmezkészítő.

## Életpályája
1792. február 2-án született Alsómotesicen (Trencsén megye) szegény nemes szülőktől. Szülőhelyén iskola nem lévén, iskolába sem járhatott; azért később, midőn ügyessége és szorgalma által neve ismeretessé lett, a jó nevű pesti szabómester egy tanító számára Alsó-Motesiczon 30 hold földet vett, iskolát építtetett és a szegény tanulók számára iskolakönyvek beszerzésére alapról is gondoskodott. 
Ami szabómesterségét illeti, azt lehet róla mondani, hogy az újkori magyar viselet neki köszönhető; a régi széles gallérú, szűk mellű s keskeny vállú magyar öltönyök helyett ő egészen újakat teremtett; kizárólag az ő érdeme a mostani magyar polgári ruha célszerű készítése, mert az előbbi kemény és kitömött mellű volt, mi a viselést kényelmetlenné tette.
Ő volt az első, ki a magyar díszruhákat illetőleg egész a XIII. századtól kezdve összeállította az ismert díszviseleteket egy albumban és ezekből tervezett új, csupán általa készített magyar díszruhákat a lehető legjobb ízléssel. Üzlete oly nagy hírre kapott és oly nagy kiterjedést nyert, hogy 50 segéddel is dolgozott. Az akkor uralkodott II. Mahmud török császár magyaros díszruhát viselt és azt Kostyál Ádám által készíttette. Demidoff orosz hercegnek orosz huszár-tábornoki ruháját szintén ő készíti, magyar főuraink pedig kivétel nélkül mind nála készíttették díszöltönyeiket. A Nemzeti Színház főszabója volt, ennek ruhatárát egy hónap alatt 20 segéddel dolgozva, minden díj nélkül ő teremti. Gyermeke nem lévén, örökbe fogadott 21 gyermeket nevelt fel és taníttatott ki teljesen. 

## Munkássága
A szabómesterség három területén vált híressé: egyenruhái és díszruhái egész Európában elismertek voltak, az újkori magyar viselet megteremtőjeként őt tartják nyilván, és a magyar jelmeztörténetben betöltött szerepe is kimagasló.
Első divatképe 1829-ben, pesti megtelepedése után egy évvel jelent meg a Tudományos Gyűjteményben. Gróf Apponyi Antalnak a február 9-i párizsi bálról szóló tudósítását kiegészítve, férfi és női magyar ruha metszetét és leírását adta. Érdekesség és az első színházi kapcsolatot jelentette Kostyál munkájában, hogy a metszetet Wándza Mihály a festő-színész-díszletfestő készítette. Wándza 1828-ban rendezett egy kiállítást Pesten, valószínűleg akkor ismerkedtek össze, hiszen egyébként Wándza nem élt Pesten. Kostyál 1830-ban újabb divatképpel jelentkezett, és ugyanebben az évben egy bécsi divatlapban is közölt magyar ruhát. 

## Metszetek
Minden újság örömmel fogadta Kostyál kezdeményezését, aki metszeteinek közlésével a magyar divatlap kialakulásához is nagymértékben hozzájárult. Vele párhuzamosan tűnt fel a Tudományos Gyűjtemény hasábjain Klaszy Vencel pesti magyar szabó, aki egy évvel Kostyál után telepedett le a városban. A Hasznos Mulatságok külön felhívta a figyelmet Klaszy divatképeire: "Nem akarunk eféle művészeink közül senkinek botránkozást szerezni, de azzal tartozunk az igazságnak, hogy e tárgyban, mind újabb szabások feltalálásában, mind összeszerköztetésben különös szorgalommal s feláldozásokkal fáradozik Klaszy Vencel pesti magyar szabó . . . Klaszy Vencel tett a maga körében annyit, amennyit csak tehet egy fáradhatatlan polgár, aki a nemes közönségnek figyelmét méltán vonta magára." 
Kostyál Ádámnak ez az — egyébként jogos – dicséret mégis "botránkozást szerzett", önérzetében megsértve, a mellőzés miatt — szintén jogosan – felháborodva tollat ragadott, és egy Jelentésben válaszolt a vélt támadásra.
A Magyar Öltözetek Rézmetszéseiről: „Ha az értekező azt állítja: hogy a magyar öltözetek eddig renddel nem közöltettek, kövesse meg magát, mert én szinte tulajdon költségemen . . . olly világossan érthető rézmetszéseken közlöttem többféle valósággal divatban lévő mint féíjfi mint asszonyi magyar öltözeteket, hogy azok szerént kiki akárhol is készíttethet magának ollyat... kinek alkalmatossága volt öszvehasonlítani készítményeimet az övéivel, mellyek még eddig sokkal csekélyebb számúak, hogy sem részrehajlás nélkül lehessen csak azt mondani: "hogy Klaszy tett a maga körében annyit, a' mennyit csak tehet egy fáradhatlan polgár. . ." – Hogy pedig én (hogy a' közlőnek szavaival éljek) nem Magyar szabó létemre tettem azt, talán elébb válik dicséretemre, mint gyalázatomra..."

## Technikái
A magyar ruha és egyenruha szabásának megújításán kívül technikai újítással is a közönség elé lépett. Találmányát 1831-ben a Hazai és Külföldi Tudósításokban, 1833-ban pedig a Társalkodóban és a Hasznos Mulatságokban közölte. 
A férfiruhák tartásának kialakításához eddig használt párizsi merev vászon helyett a magyar kenderszöszvásznat ajánlja, mert:
"A véle készült ruhák szebben állók, tartósabbak – ezen vászon a le varráskor puha s illegethető lévén; 2. a nyomást jobban kiállván, behajtogatáskor utakon nem törnek össze, rugékonyságok (elascitás). igen jeles lévén; 3. ezen vászon réfe 9 sőt 12 krajcárral olcsóbb amannál, s így ha a posztóruhások számát egymillióra tesszük, s ha mindenkik közülök csak egy új ruhát csináltat évenkint 9 sőt 12 millió krajcár marad a honban, azaz 150 vagy 200 ezer forint, mely hasznot azonban az új forrás-nyitás a hazai szorgalom számára végtelenül felülmúlja." 
Az újítás nem korszakalkotó, azonban Kostyál érvelése nagyon érdekes. 1833-ban, majd 10 évvel a védegyleti mozgalom előtt a magyar termék használatából származó előnyöket nem a természetesen várható üzleti szempontból elemzi, hanem a nemzeti haladással érvel. Széchenyit követő gondolatmenete már előlegezi a Védegylet megalakulását és a védegyleti propaganda érvrendszerét. 

## Jelmezei
Kostyál Ádám munkásságának harmadik ága a jelmezeknek az újkori magyar viselethez hasonló megújítása. 1837 júliusától 1838 februárjáig kisebb-nagyobb összegekben 2570 forintot kapott, nem részletezett munkákra. A két év alatt 16 darab jelmezeit készítette el, orosz, ókori római, régi magyar ruhákat.
A bemutatás sorrendjében: 
- 1837. aug. 22. Vörösmarty Mihály: Árpád ébredése (prológ a Pesti Magyar Színház megnyitásán)
- 1837. szept. 23. Ch. Brichpfeiffer: Kegyencek (színmű)
- 1837. szept. 30. LJ.F. Hérold-A.H.S. Mélesville: Zampa (opera)
- 1837. okt. 8. Munkácsy János-Pály Elek: Garabonciás diák (tündérbohózat)
- 1837. okt. 14. Th. Korner .Zrínyi (színmű)
- 1837. okt. 16. Villeneuve, Th.F.-Vanderburch, E.L.-Desforges, J.B.: IV. Henrik magánélete (vígjáték)
- 1837. okt. 23. A. Dumas pere:Monaldeschi(tragédia)
- 1838. jan. 27. J. Nestroy: Földszint és első emelet (bohózat)
- 1838. febr. 2. J.H. Collin-.Horatiusok és Curiatiusok (tragédia)
- 1838. márc. 10. L. Bechsein-.Lázadó zsidók (színmű)
- 1838. márc. 13. V. Bellini-F. Rovcani. Beatrice di Tenda (opera)
- 1838. máj. 12. Jósika Miklós: Adorjánok és Jenők (tragédia)
- 1838. jún. 5. Hopp Ferenc: Aranykirály, a madarász és az uszkárnyiró (tündérbohózat)
- 1838. jún. 10. Szigligeti Ede: Gyászvitézek (színmű)
- 1838. júl. 28. KJM. Weber: íímvös vadász (opera)
- 1838. aug. 5. Munkácsy János: Tündér Ilona (tündérbohózat)

## Munkássága röviden
A régi színlapokon is jelezve volt, hogy az egész személyzet új öltözetét ő készítette:
- 1837-ben a Zampa (szept. 30.),
- Kegyenczek (okt. 7.),
- Garaboncziás diák (okt. 8.),
- Körner Zrinyije (okt. 14.),
- IV. Henrik házi élete (okt. 16.)
- Monaldeschi (okt. 13.) színlapjain.

Cikkei megjelentek:
- Tudományos Gyűjtemény (1829. V.
- A magyar öltözet Párisban, képpel, 1830. III. Magyar divatkép melléklet);
- Honművész (1841. 51. sz. Magyar díszöltözet színezett divatképpel)
- Pesti Divatlap (1846. 52. sz. Magyar ruha, Barabás rajzával.)